# Rhinella centralis
Espèce
Rhinella centralis est une espèce d'amphibiens de la famille des Bufonidae.

## Répartition
Cette espèce est endémique du Panama.

## Description
Les mâles mesurent de 38,1 à 58,4 mm et les femelles de 41 à 61,8 mm.

## Publication originale
- Narvaes & Rodrigues, 2009 : Taxonomic revision of Rhinella granulosa species group (Amphibia, Anura, Bufonidae), with a description of a new species. Arquivos de Zoologia. São Paulo, vol. 40, no 1, p. 1-73 (texte intégral).